# مجلس مشاوره

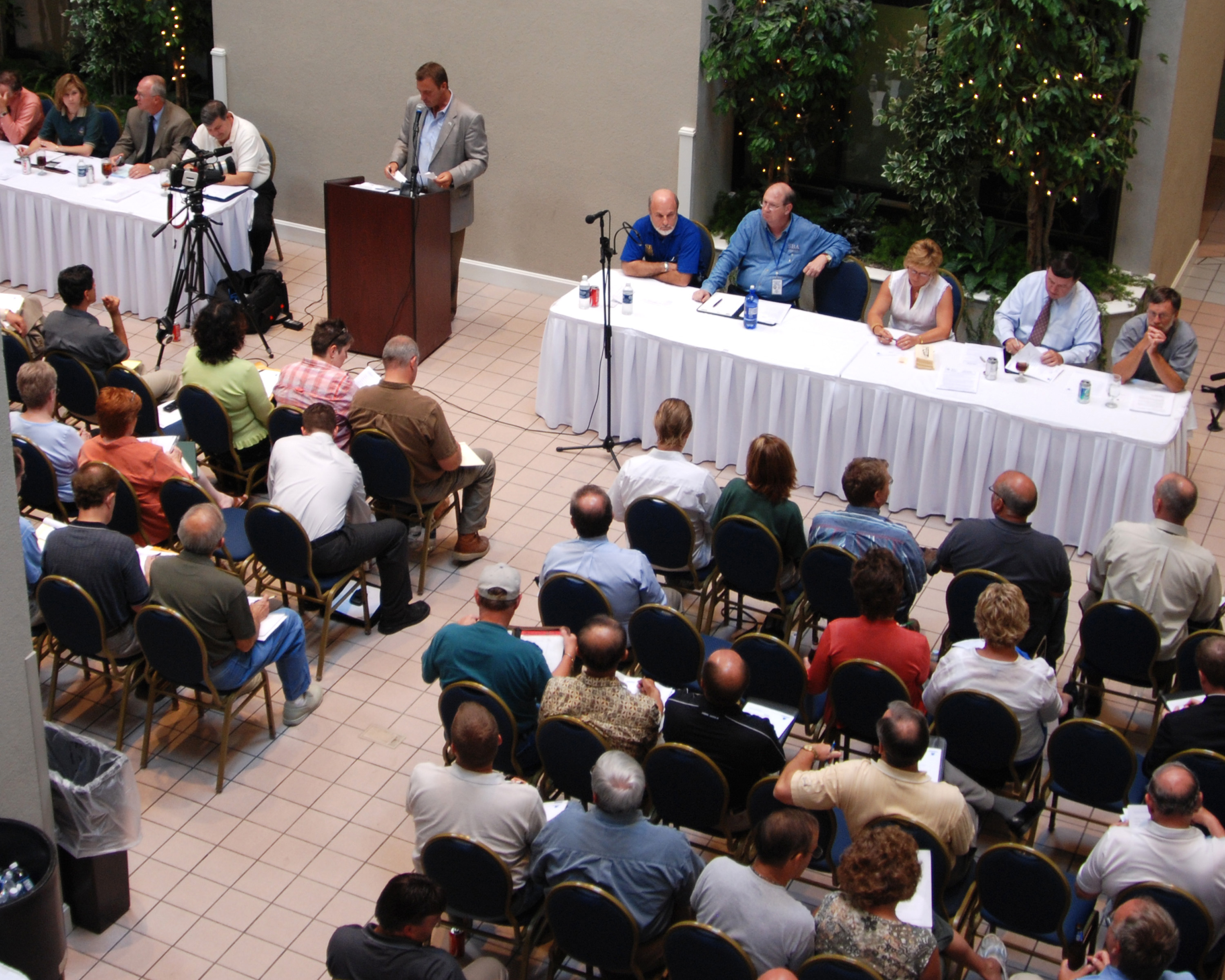
مجلس مشاوره، مجلس مشورتی

مجلس مشاوره، مجلس مشورتی (انگلیسی: Deliberative assembly) گردهمایی اعضا (از هر نوع اشتراکی) است که از روش پارلمانی برای تصمیم‌گیری استفاده می‌کنند.